# 嘉德王
詡（？—前315年），是古朝鲜之箕子朝鲜的君主，子姓。东史年表认为在位於前342年至前315年，諡號嘉德王（韓語：가덕왕），後王位由兒子煜繼承。